# Терентий и Неонилла

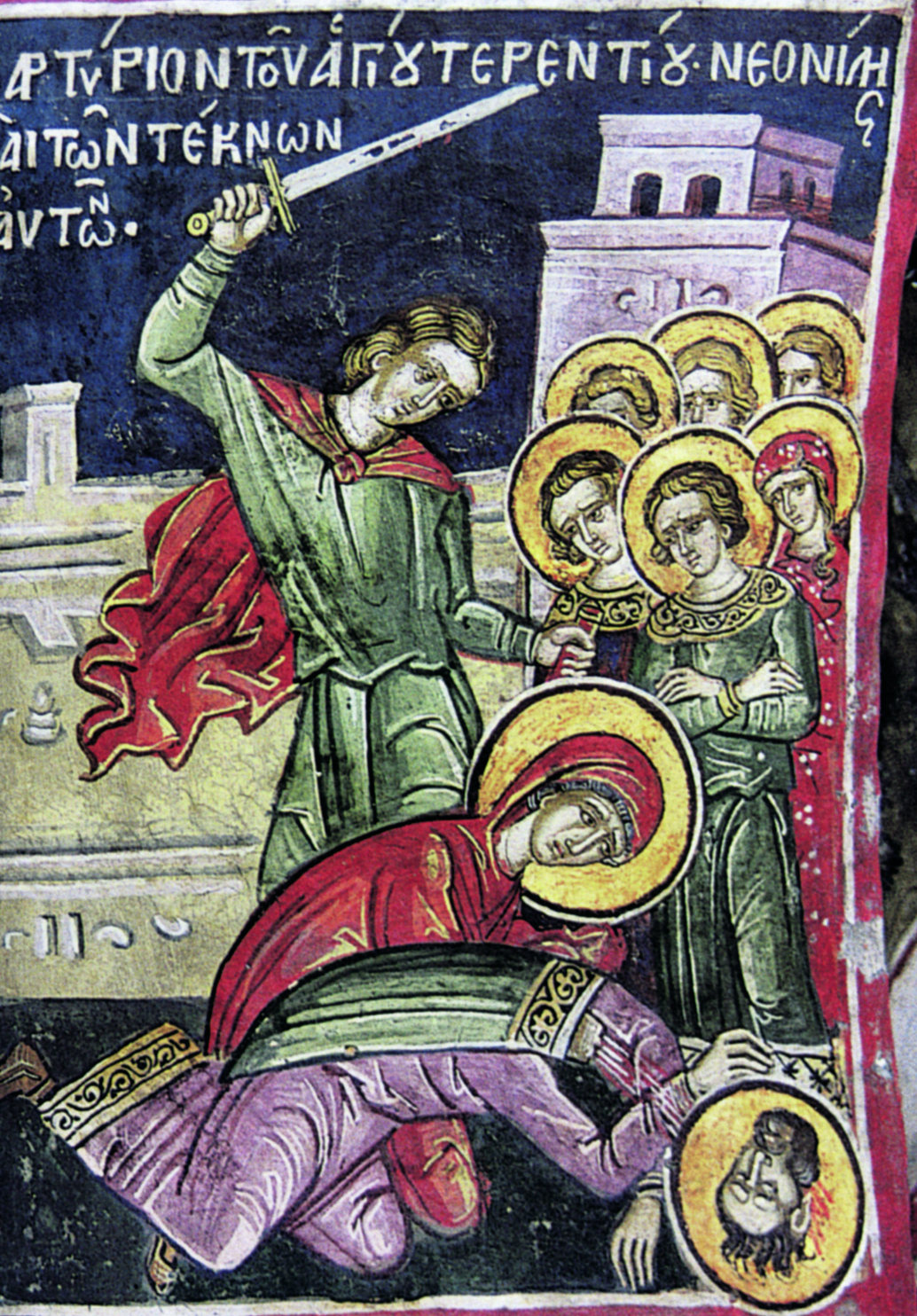
Мучение Терентия, Неониллы, Сарвила, Фота, Феодула, Иеракса, Нита, Вила и Евникии. Тзортзи (Зорзис) Фука. Фреска. Афон (Дионисиат). 1547 г.

Терентий и Неони́лла Сири́йские — раннехристианские святые мученики, почитаемые историческими церквями. В Православной и Старообрядческой церкви день памяти 28 октября (10 ноября), пострадавшие от новой волны гонений на христиан во времена правления римского императора Деция Траяна в 249 — 251 гг. н. э.

## Житие
Известно, что Неонилла жила в Сирии в III в. н.э., была христианкой и вышла замуж за правоверного христианина блаженного Терентия. В семье родилось семеро детей: Сарвил, Фот, Феодул, Иеракс, Нит, Вил и Евникия, которых Терентий и Неонилла воспитывали в христианской традиции благочестия. Примерно в 249 — 251 гг н. э. были схвачены римскими солдатами. Во время суда благочестивые Терентий и Неонилла вместе с детьми ругали язычников и ясно говорили о своей вере в Иисуса Христа и его Воскресение, за что были приговорены к казни. Трижды семью пытались умертвить различными способами. Первый раз были подвергнуты повешению и строганию, при этом раны их поливали уксусом и прижигали огнём. Во время пыток святые мученики Терентий и Неонилла, а также их дети смиренно молились и поддерживали друг друга. В житии святых указано, что спустя небольшое время солдаты увидели, что все члены христианской семьи оказались свободны от оков и раны их от пыток исчезли. Римские солдаты были шокированы и придумали для семьи другой способ умерщвления. Все были брошены в яму с дикими зверями, но звери не тронули семью Неониллы. В третий раз семья была брошена в котёл с кипящей смолой, но это также не нанесло вреда благочестивой семье. Тогда римские солдаты обезглавили всех членов семьи: сначала отца семейства Терентия, затем Неониллу, а потом и всех семерых детей. За подвиг страдания за христианскую веру и смиренного принятия всех пыток и казней были причислены к лику святых.